# Fußball-Regionalliga Süd
Die Fußball-Regionalliga Süd ist eine ehemalige Liga im deutschen Männerfußball. Sie bestand zwischen 1963/64 und 1973/74 sowie von 1994/95 bis 2011/12. Das Einzugsgebiet der Vereine war dabei immer wieder Veränderungen unterworfen. Zuletzt war sie eine von drei Staffeln der Regionalliga, welche die vierthöchste Spielklasse bildeten. Sie wurde vom Regionalverband des DFB, dem Süddeutschen Fußballverband ausgerichtet. Nach der Regionalligareform aus dem Jahr 2012 wurde die bisherige Regionalliga Süd auf die beiden neuen Regionalligen Südwest und Bayern aufgeteilt.

## Gründungsmitglieder der Regionalliga Süd 1963/64
KSV Hessen Kassel, FC Bayern München, Kickers Offenbach, TSV Schwaben Augsburg, SSV Reutlingen 05, VfR Mannheim, 1. FC Schweinfurt 05, TSG Ulm 1846, SpVgg Fürth, Freiburger FC, SV Waldhof Mannheim, ESV Ingolstadt, FC Bayern Hof, Stuttgarter Kickers, 1. FC Pforzheim, FSV Frankfurt, Spvgg. 03 Neu-Isenburg, SC Borussia Fulda, BC Augsburg, TSV Amicitia Viernheim

## Spielzeiten der Regionalliga Süd (1963/64–2011/12)

### Zweitklassige Regionalliga in fünf Staffeln (1963–1974)
Von 1963/64 bis 1973/74 war die Regionalliga Süd, gemeinsam mit den Regionalligen Nord, West, Berlin und Südwest, eine von insgesamt fünf zweithöchsten Spielklassen unterhalb der Bundesliga. Sie umfasste damals die Bundesländer Bayern, Baden-Württemberg und Hessen. Der Meister und Vizemeister nahmen an der Aufstiegsrunde zur Bundesliga teil.

### Drittklassige Regionalliga in vier Staffeln (1994–2000)
Nach der Einführung der 2. Bundesliga zur Saison 1974/75 wurde die Regionalliga Süd in dieser Form abgeschafft, als Unterbau der 2. Bundesliga fungierten die Oberligen. 1994/95 wurde die nun drittklassige Regionalliga Süd gemeinsam mit den Staffeln Nord, Nordost und West/Südwest wieder eingeführt. Auch hier umfasste sie dieselben Bundesländer wie von 1963 bis 1974. In den Spielzeiten 1994/95 und 1995/96 stieg der Meister direkt auf und der Vizemeister spielte um die Deutsche Amateurmeisterschaft mit. 1996/97 stieg der Vizemeister ebenfalls auf, und der Dritte der Staffel trat bei der Deutschen Amateurmeisterschaft an. 1997/98 stieg nur der Meister auf während der Vizemeister um die Deutsche Amateurmeisterschaft, und den damit verbundenen Aufstieg in die 2. Bundesliga, mitspielte. In den Spielzeiten 1998/99 und 1999/2000 gab es keine Deutsche Amateurmeisterschaft mehr, sondern es gab lediglich eine Aufstiegsrunde um den Aufstieg in die 2. Bundesliga.

### Drittklassige Regionalliga in zwei Staffeln (2000–2008)
Zur Saison 2000/2001 wurden die vier Regionalligen zu zwei Ligen (Regionalligen Nord und Süd) zusammengefasst. Neben den bisherigen Bundesländern umfasste das Gebiet seitdem auch Rheinland-Pfalz und das Saarland. Dennoch kam es vor, dass Vereine aus dem Gebiet der Regionalliga Nord im Süden spielten (FC Rot-Weiß Erfurt 2000/01–2003/04, Carl Zeiss Jena 2002/03 und Sportfreunde Siegen 2000/01–2004/05 und 2006/07–2007/08). Es stiegen der Meister und Vizemeister auf.

### Viertklassige Regionalliga in drei Staffeln (2008–2012)
Mit der Einführung der 3. Liga wurde die Regionalliga ab der Saison 2008/09 in drei Staffeln ausgespielt (Regionalliga Nord, West und Süd). Sie war nun nur noch viertklassig. Der Einzugsbereich der Regionalliga Süd wurde nun wieder auf Bayern, Baden-Württemberg und Hessen beschränkt. Der Meister stieg direkt in die 3. Liga auf. Es kam aber vor, dass Vereine aus der Regionalliga West im Süden spielten (2010/11 bis 2011/12: VfR Wormatia Worms) oder Vereine aus dem Süden in die Weststaffel verlegt wurden (2009/10: SV Waldhof Mannheim).

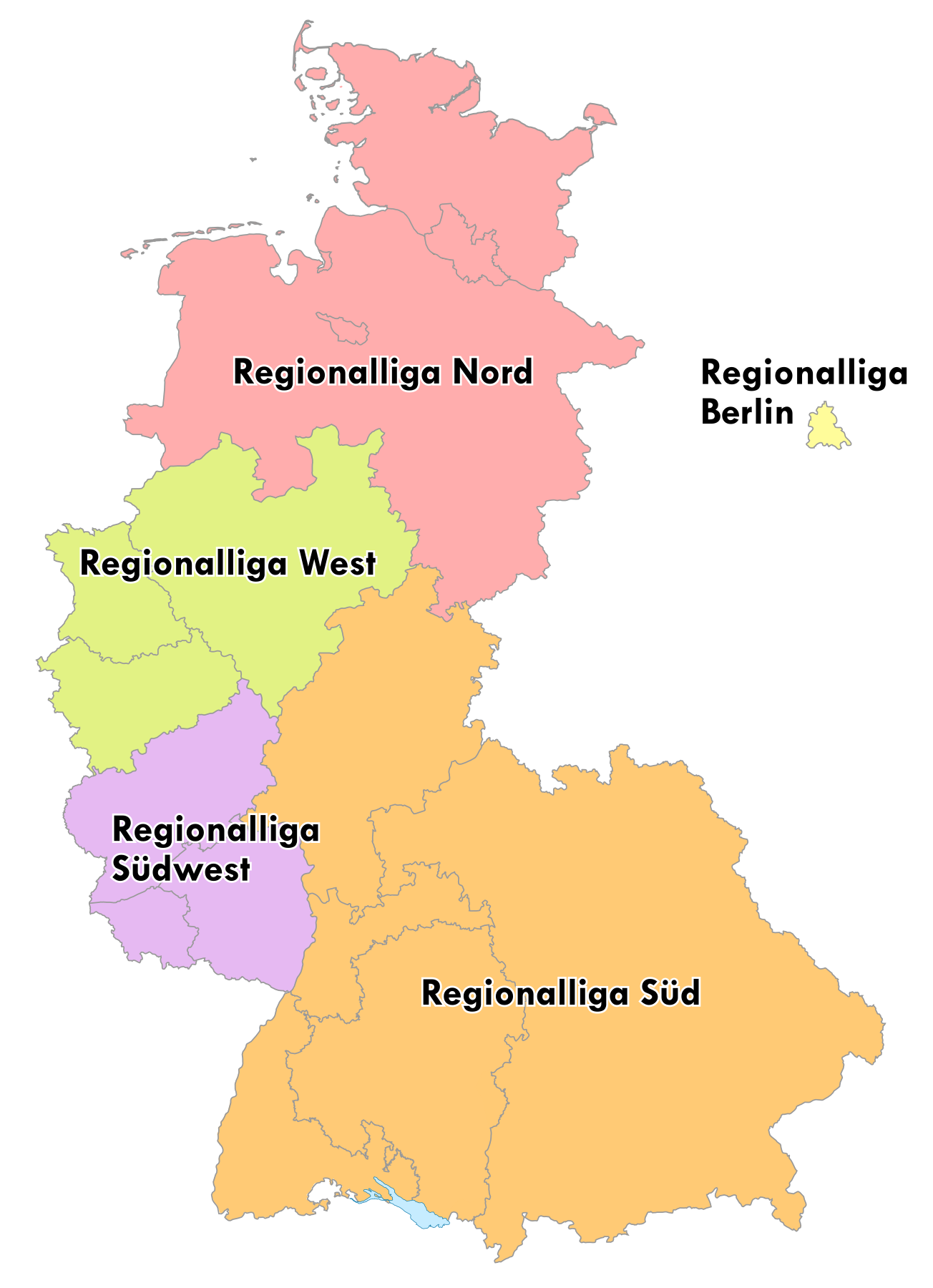
5 Regionalliga-Staffeln von 1963/64 bis 1973/74
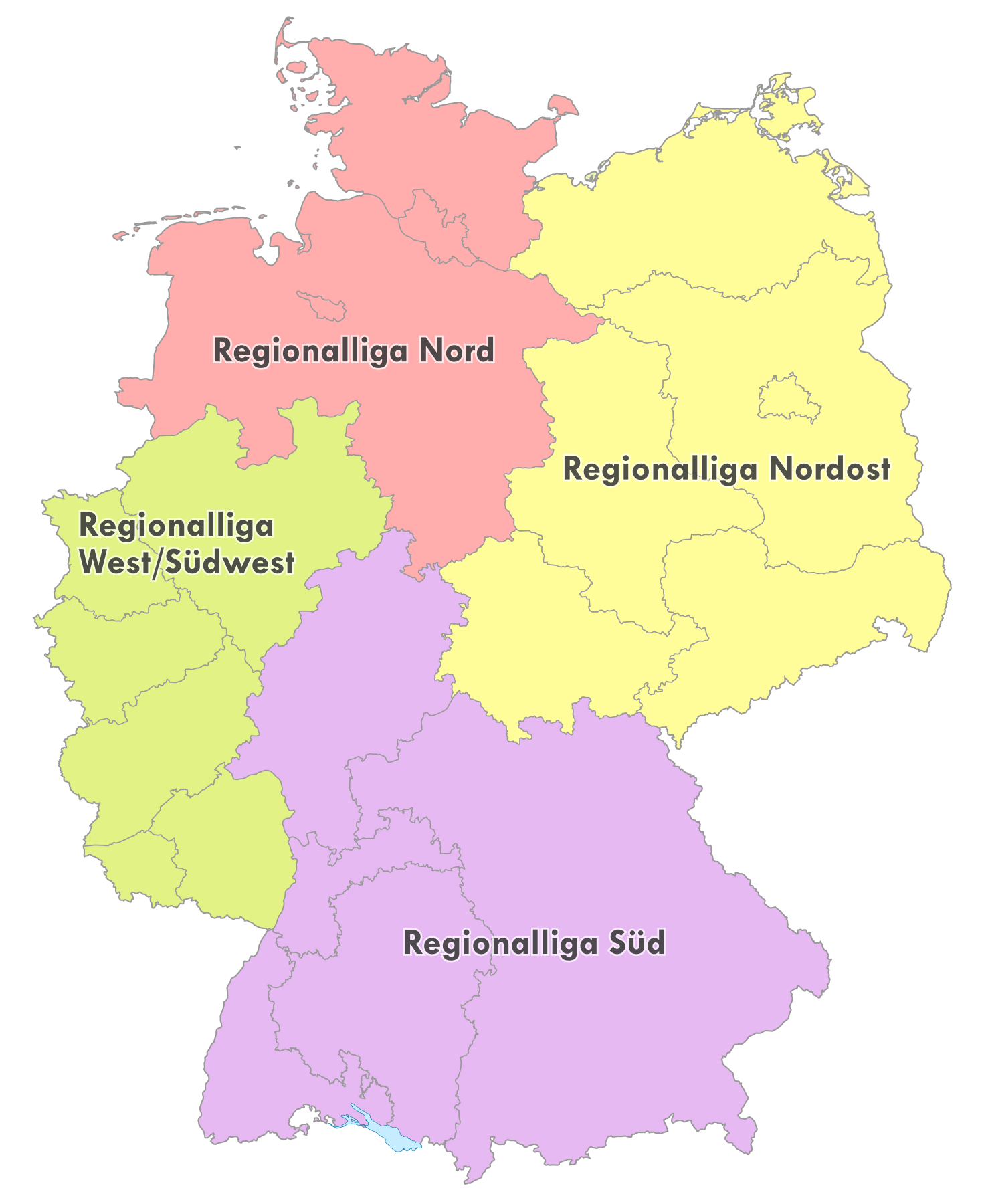
4 Regionalliga-Staffeln von 1994/95 bis 1999/2000
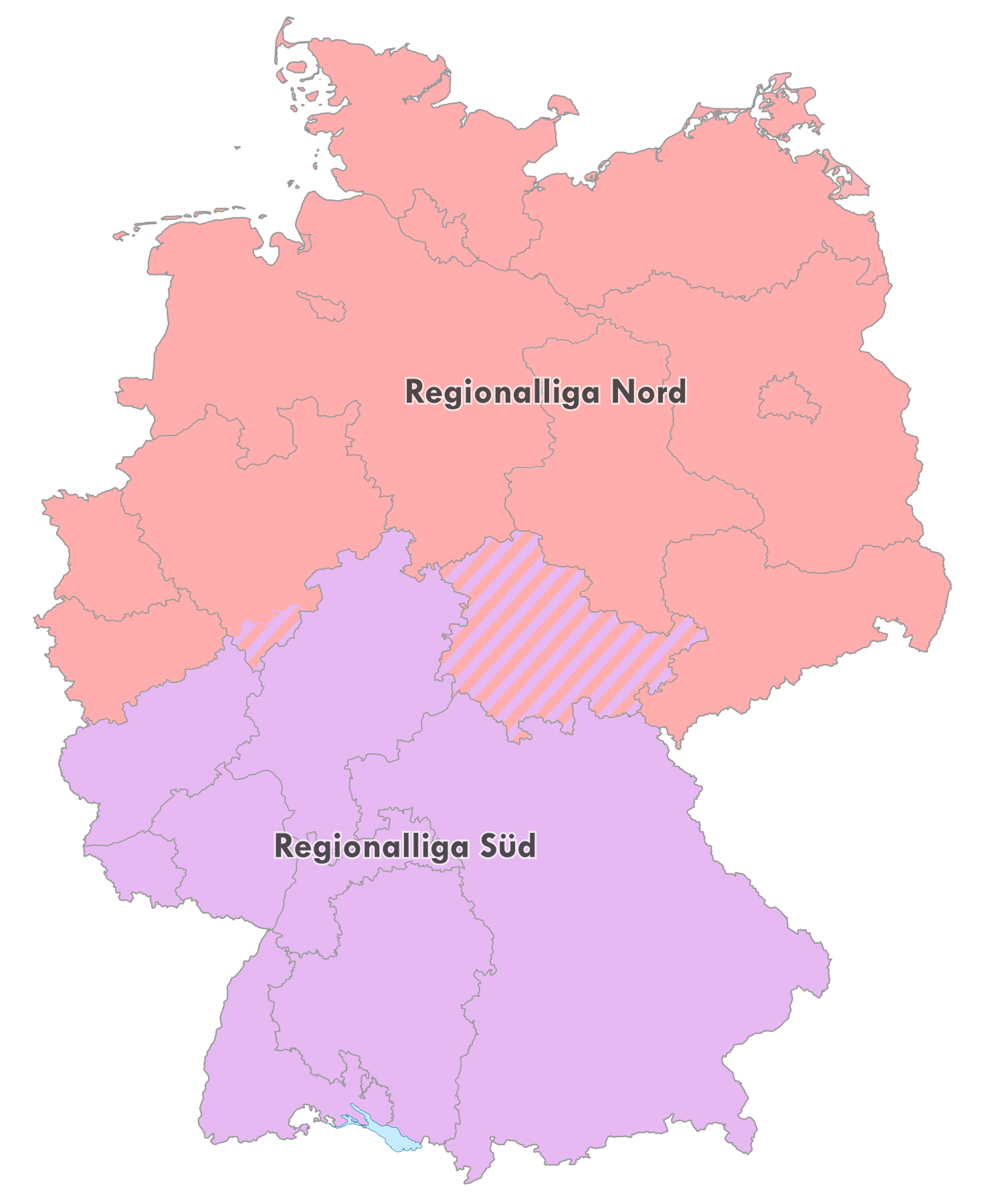
2 Regionalliga-Staffeln von 2000/01 bis 2007/08
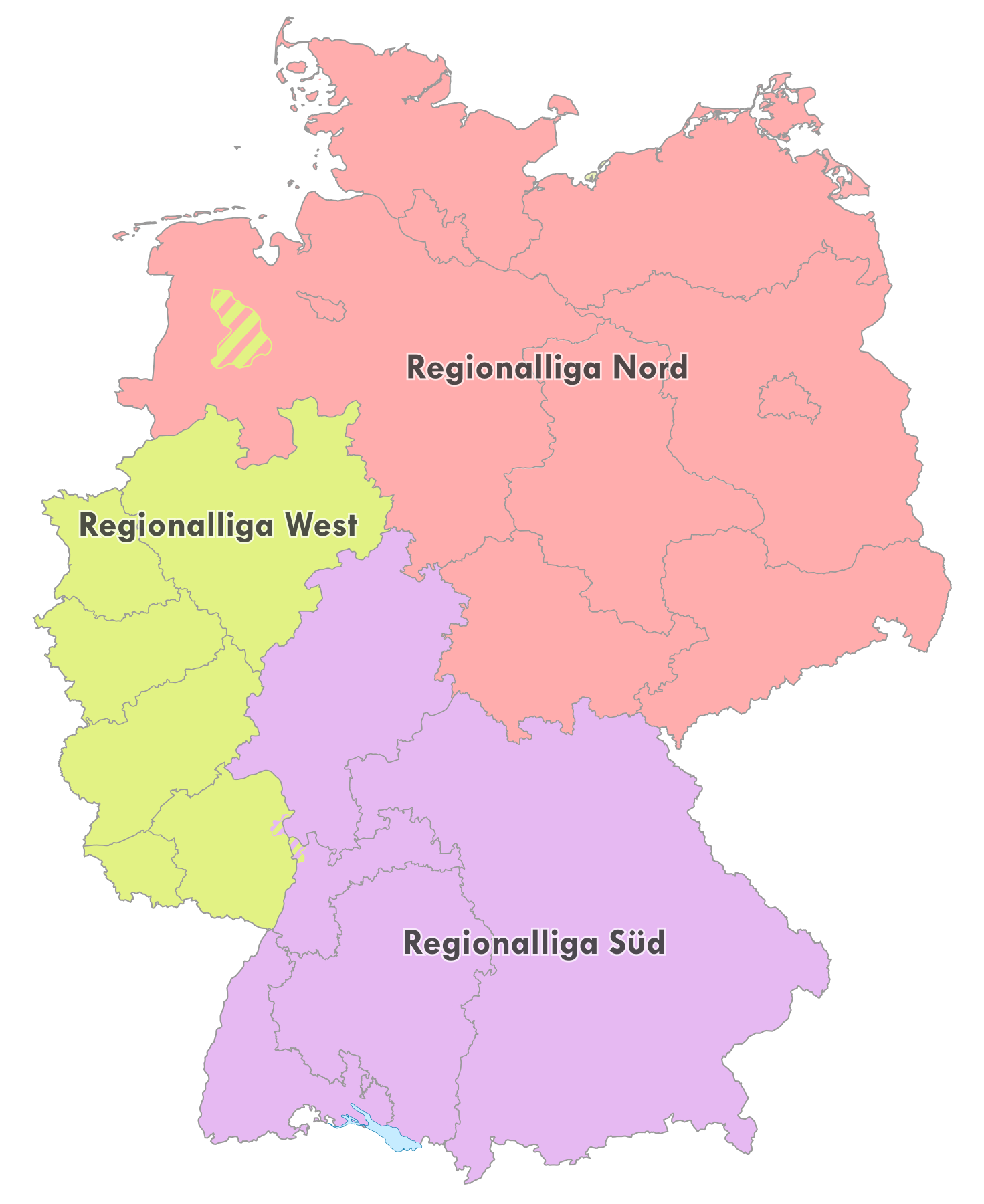
3 Regionalliga-Staffeln von 2008/09 bis 2011/12

## Meister und Vizemeister der Regionalliga Süd (1964–2012)
(fettgedruckte Mannschaften = Aufsteiger)
| Jahr                         | Meister                      | Vizemeister              |
| ---------------------------- | ---------------------------- | ------------------------ |
| Regionalliga Süd (1963–1974) |                              |                          |
| 1964                         | KSV Hessen Kassel            | FC Bayern München        |
| 1965                         | FC Bayern München            | SSV Reutlingen 05        |
| 1966                         | 1. FC Schweinfurt 05         | Kickers Offenbach        |
| 1967                         | Kickers Offenbach            | FC Bayern Hof            |
| 1968                         | FC Bayern Hof                | Kickers Offenbach        |
| 1969                         | Karlsruher SC                | Freiburger FC            |
| 1970                         | Kickers Offenbach            | Karlsruher SC            |
| 1971                         | 1. FC Nürnberg               | Karlsruher SC            |
| 1972                         | Kickers Offenbach            | FC Bayern Hof            |
| 1973                         | SV Darmstadt 98              | Karlsruher SC            |
| 1974                         | FC Augsburg                  | 1. FC Nürnberg           |
| Regionalliga Süd (1994–2000) |                              |                          |
| 1995                         | SpVgg Unterhaching           | SV Stuttgarter Kickers   |
| 1996                         | SV Stuttgarter Kickers       | VfR Mannheim             |
| 1997                         | 1. FC Nürnberg               | SpVgg Greuther Fürth     |
| 1998                         | SSV Ulm 1846                 | Kickers Offenbach        |
| 1999                         | SV Waldhof Mannheim          | Kickers Offenbach 1      |
| 2000                         | SSV Reutlingen 05            | SC Pfullendorf           |
| Regionalliga Süd (2000–2008) |                              |                          |
| 2001                         | Karlsruher SC                | VfB Stuttgart Amateure 2 |
| 2002                         | Wacker Burghausen            | Eintracht Trier          |
| 2003                         | SpVgg Unterhaching           | SSV Jahn Regensburg      |
| 2004                         | FC Bayern München Amateure 2 | FC Rot-Weiß Erfurt       |
| 2005                         | Kickers Offenbach            | Sportfreunde Siegen      |
| 2006                         | FC Augsburg                  | TuS Koblenz              |
| 2007                         | SV Wehen                     | TSG 1899 Hoffenheim      |
| 2008                         | FSV Frankfurt                | FC Ingolstadt 04         |
| Regionalliga Süd (2008–2012) |                              |                          |
| 2009                         | 1. FC Heidenheim             | KSV Hessen Kassel        |
| 2010                         | VfR Aalen                    | 1. FC Nürnberg II        |
| 2011                         | SV Darmstadt 98              | SV Stuttgarter Kickers   |
| 2012                         | SV Stuttgarter Kickers       | SG Sonnenhof Großaspach  |

## Meistertitel der Regionalliga Süd (1964–2012)
| Rang | Verein                                       | Meisterschaften |
| ---- | -------------------------------------------- | --------------- |
| 1    | Kickers Offenbach                            | 4               |
| 2    | 1. FC Nürnberg                               | 2               |
|      | FC Augsburg                                  | 2               |
|      | FC Bayern München/FC Bayern München Amateure | 2               |
|      | Karlsruher SC                                | 2               |
|      | SpVgg Unterhaching                           | 2               |
|      | SV Darmstadt 98                              | 2               |
|      | SV Stuttgarter Kickers                       | 2               |
| 9    | 1. FC Heidenheim                             | 1               |
|      | 1. FC Schweinfurt 05                         | 1               |
|      | FC Bayern Hof                                | 1               |
|      | FSV Frankfurt                                | 1               |
|      | KSV Hessen Kassel                            | 1               |
|      | SSV Reutlingen 05                            | 1               |
|      | SSV Ulm 1846                                 | 1               |
|      | SV Wacker Burghausen                         | 1               |
|      | SV Waldhof Mannheim                          | 1               |
|      | SV Wehen Wiesbaden                           | 1               |
|      | VfR Aalen                                    | 1               |